# Actinotia radiosa
Actinotia radiosa är en fjärilsart som beskrevs av Eugen Johann Christoph Esper 1804. Actinotia radiosa ingår i släktet Actinotia och familjen nattflyn. Inga underarter finns listade i Catalogue of Life.

## Bildgalleri

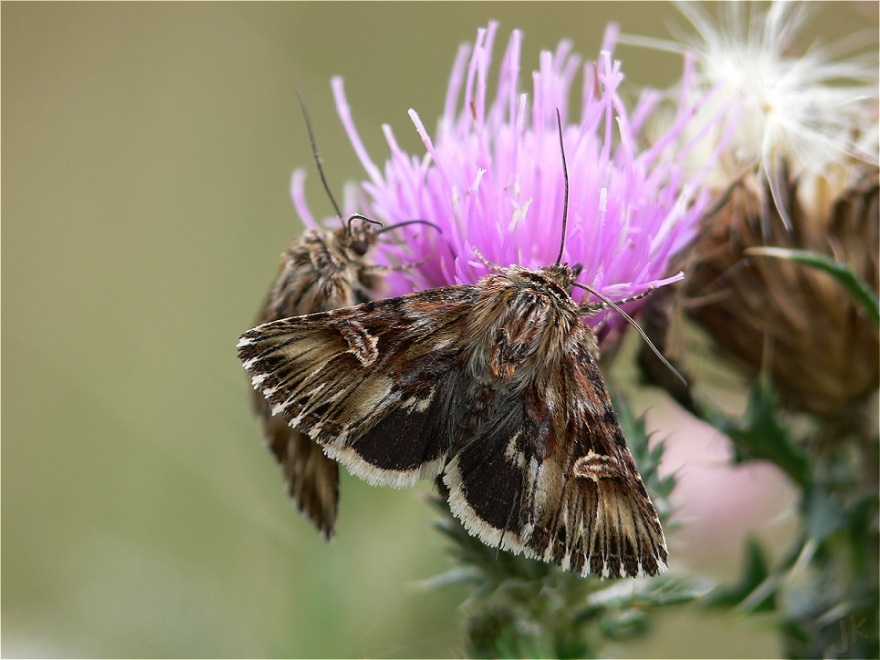